# ベン・ウィリアムソン
ベンジャミン・アンドリュー・ウィリアムソン（Benjamin Andrew Williamson, 2000年11月15日 - ）は、アメリカ合衆国バージニア州フェアファックス出身のプロ野球選手（三塁手）。右投右打。MLBのシアトル・マリナーズ所属。

## 経歴
2023年のMLBドラフト2巡目（全体57位）でシアトル・マリナーズから指名され、7月25日に契約金60万ドルという条件で契約を結んだ。契約後、傘下のルーキー級アリゾナ・コンプレックスリーグ・マリナーズでプロデビュー。A級モデスト・ナッツでもプレーし、2チーム合計で12試合に出場して打率.268、6打点、1盗塁を記録した。
2024年は開幕をA+級エバレット・アクアソックスで迎えた。5月にはAA級アーカンソー・トラベラーズへ昇格し、最終的に2チーム合計で124試合に出場して打率.283、4本塁打、64打点、19盗塁を記録した。
2025年は開幕をAAA級タコマ・レイニアーズで迎え、14試合に出場して打率.281、3二塁打を記録した。4月13日にメジャー契約を結んでアクティブ・ロースター入りし、メジャーデビューとなった15日のシンシナティ・レッズ戦にて「8番・三塁手」で先発出場すると、2回表の初打席にニック・ロドロからメジャー初安打を記録した。

## 詳細情報

### 背番号
- 9（2025年 - ）